# Teddy Bill

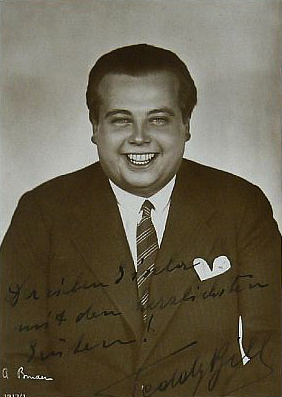
Teddy Bill

Teddy Bill (* 18. November 1900 in Wien; † 11. Februar 1949 ebenda; gebürtig Hans Günter Leo Kern) war ein österreichischer Schauspieler.

## Leben
Er diente 1917/18 als Kriegsfreiwilliger im Ersten Weltkrieg und ließ sich anschließend an der Kaiserlich-Königlich-Theresianischen Akademie zum Schauspieler ausbilden. 1920 begann Bill seine Theaterlaufbahn an Wiener Kabarettbühnen. Daneben betätigte er sich erfolgreich als Autorennfahrer und gewann 16 Preise. 1925 ging er nach Berlin, wo er mit Couplets bei zahlreichen Kabarett-Vorstellungen auftrat.
Seit 1926 wirkte er als immer lustiger Dicker in Stummfilmen mit. Nach der „Machtergreifung“ der Nationalsozialisten zog er sich nach Österreich zurück und nannte sich nun Teddy Kern. Er setzte seine Karriere beim Theater und Film in Österreich fort.
Nach dem Anschluss Österreichs fanden die Nationalsozialisten im Frühjahr 1939 heraus, dass der Ehemann von Kerns Mutter Jude war. Er konnte jedoch nachweisen, dass dies nicht sein Vater war, woraufhin er als Hans Kern mit einigen winzigen Rollen weitermachen durfte. Nach Kriegsende war er wieder als Teddy Kern aktiv.
Seine Grabstätte befindet sich auf dem Döblinger Friedhof (Gr. 27, Nr. 1A) in Wien.

## Filmografie
| - 1926: Die Boxerbraut - 1926: Wien – Berlin - 1926: Prinzessin Trulala - 1926: Der Herr des Todes - 1926: Der Seekadett - 1927: Der Juxbaron - 1927: Primanerliebe - 1927: Der Soldat der Marie - 1927: Svengali - 1927: Die Achtzehnjährigen - 1927: Durchlaucht Radieschen - 1927: Der König der Mittelstürmer - 1927: Die schönsten Beine von Berlin - 1927: Das Fürstenkind - 1927: Es zogen drei Burschen - 1927: Der Juxbaron - 1928: Das Spreewaldmädel - 1928: Artisten - 1928: Liebeskarneval - 1928: So küsst nur eine Wienerin - 1928: Zwei rote Rosen - 1928: Polnische Wirtschaft - 1928: Flitterwochen - 1928: Der erste Kuß - 1928: Der Raub der Sabinerinnen - 1928: Serenissimus und die letzte Jungfrau - 1928: G’schichten aus dem Wienerwald - 1929: Nachtgestalten - 1929: Sündig und süß | - 1929: Vererbte Triebe - 1929: Kehre zurück! Alles vergeben! - 1929: Im Prater blüh’n wieder die Bäume - 1929: Gestörtes Ständchen - 1930: Nur am Rhein - 1930: Die singende Stadt - 1930: Eine Freundin so goldig wie Du - 1930: Zwei Welten - 1931: Die große Attraktion - 1931: Kinder des Glücks - 1931: Der Raub der Mona Lisa - 1932: Teilnehmer antwortet nicht - 1932: Ein süßes Geheimnis - 1932: Die Vier vom Bob 13 - 1932: Die Wasserteufel von Hieflau - 1933: Abenteuer am Lido - 1933: Frühlingsstimmen - 1935: Hoheit tanzt Walzer - 1941: Wir bitten zum Tanz - 1942: Die heimliche Gräfin - 1943: Der weiße Traum - 1944: Melusine - 1946: Der weite Weg - 1947: Wiener Melodien - 1947: Seine einzige Liebe - 1948: Das singende Haus - 1948: Der himmlische Walzer - 1948: Hin und her - 1949: Lambert fühlt sich bedroht |